# Todas as Coisas do Mundo
Todas as Coisas do Mundo é o terceiro álbum de estúdio do cantor Leonardo, lançado em 2001. Reúne os sucessos Todas As Coisas Do Mundo, Coração Espinhado, Tô Fora (regravação de Lucas & Matheus) e Cristal Quebrado. Recebeu pela ABPD um disco de platina duplo e vendeu cerca de 500.000 cópias.

## Faixas
| N.º | Título                                 | Compositor(es)                                     | Duração |  |
| 1.  | "Coração Espinhado (Corazón Espinado)" | Fher                                               | 4:21    |  |
| 2.  | "Todas as coisas do Mundo"             | César Augusto / Piska                              | 3:15    |  |
| 3.  | "Cristal Quebrado"                     | Neneo / Paulinho Rezende                           | 4:11    |  |
| 4.  | "A chuva não vai Passar"               | Alessandro / César Augusto / Elias Almeida         | 4:17    |  |
| 5.  | "Amanhã vou te Buscar"                 | Alessandro / César Augusto / Elias Almeida         | 3:11    |  |
| 6.  | "Tô Fora"                              | Ivan Medeiros                                      | 3:25    |  |
| 7.  | "Quando se Ama"                        | Elias Muniz                                        | 4:04    |  |
| 8.  | "Amanhã"                               | Fátima Leão / Jefferson Andrade / Netto            | 3:52    |  |
| 9.  | "Dona Encrenca"                        | Antonio Luiz / Juno / Nil Bernardes / Paulo Sérgio | 3:43    |  |
| 10. | "O Quanto te Amei"                     | Mara Regina / Paulo Sérgio                         | 4:42    |  |
| 11. | "Só Deus Pra Mudar Nosso Amor"         | Alessandro / César Augusto / Elias Almeida         | 3:33    |  |
| 12. | "Ficou em Nós"                         | Mauricio Gasperini / Mauro Gasperini               | 3:42    |  |
| 13. | "Ela"                                  | Antonio Luiz / Juno / Nil Bernardes                | 3:28    |  |
| 14. | "O Amor"                               | Zeh Enrique                                        | 3:55    |  |
| 15. | "Fiz tudo Errado"                      | Fátima Leão / Netto / Sergio Pinheiro / Àngel      | 4:01    |  |

## Certificações
| País          | Certificação | Data | Certificado de vendas |
| ------------- | ------------ | ---- | --------------------- |
| Brasil - ABPD | 2× Platina   | 2001 | 500.000               |